# سه فوریت
طرحها و لوایح، به ترتیب فوریت برای ارائه به نمایندگان مجلس شورای اسلامی دسته بندی می‌شوند. طرح‌ها و لوایح سه فوریتی، آنهایی هستند که پس از تصویب سه فوریت، در همان موقع در صحن علنی ارائه و بلافاصله ابلاغ می‌گردند.در طرح سه فوریتی اعضای شورای نگهبان در مجلس شورای اسلامی حاضر میشوند تا فورا" طرح را از نظر عدم مغایرت با شرع و قانون اساسی بررسی و نظر خود را اعلام کنند.

## منبع
1. ↑  «نسخه آرشیو شده». بایگانی‌شده از اصلی در ۲۴ آوریل ۲۰۱۳. دریافت‌شده در ۲۹ ژوئن ۲۰۱۳.